# Anomalías eléctricas
Anomalías eléctricas es una película del año 2010.

## Sinopsis
El personaje principal estudia en su casa de Malabo cuando, de pronto, las luces se apagan. Busca una vela y se cae en la oscuridad. Vuelve la luz y se pone a estudiar de nuevo, pero no dura mucho. Vuelve a haber otro corte de luz. El personaje intenta arreglarlo, pero se electrocuta. Cuando vuele la luz, tiene el pelo rasta y, al poco, la luz se va por tercera vez.